# Sigur Rós
Sigur Rós ([ˈsɪːɣ̞ʏɾ ˌroːus] ) est un groupe de rock d'avant-garde islandais, originaire de Reykjavik.
Leur style éthéré se nourrit de musique classique et minimaliste mais aussi de rock progressif. Formé en 1994, le groupe est surtout connu pour le style vocal en falsetto et le jeu de guitare à l'archet de Jón Þór « Jónsi » Birgisson.

## Biographie

### VonetVon brigði(1997–1998)
À eux trois, Jón Þór Birgisson (Jónsi), Georg Hólm (Goggi) et Ágúst Ævar Gunnarsson décident de former un groupe de musique en janvier 1994, et le baptisent du prénom de la sœur de Jón Þór Birgisson, Sigurrós, tout juste née. C'était aussi le prénom de sa grand-mère. En islandais, les mots Sigur et Rós signifient respectivement "victoire" et "rose".
Ils publient leur premier titre, Fljúgðu (« voler »), avec comme nom de groupe Victory Rose, qui est une traduction anglaise du nom de leur groupe, sur une compilation du label Smekkleysa. Ce titre leur permet de produire un premier album avec le label local Bad Taste. Avec un budget limité, ils enregistrent Von (Espoir), qui sort en 1997 en Islande. Un album de remix, Von brigði (littéralement « modification d'espoir », mais Vonbrigði attaché signifie désespoir), sort quelque temps plus tard.

### Ágætis byrjun(1999–2001)
Le groupe s’agrandit alors, avec l’arrivée de Kjartan Sveinsson (Kjarri) pour l'album Ágætis byrjun (Un bon début) qui sort en 1999 chez Fat Cat,. Ce deuxième album rencontre de très bons échos auprès des critiques et obtient un grand succès auprès du public, particulièrement au Royaume-Uni. Agust Ævar Gunnarsson quitte le groupe après cet enregistrement, remplacé par Orri Páll Dýrason. La popularité du groupe croit graduellement pendant les deux années qui suivent, aidée par le bouche-à-oreille. Thom Yorke, principal compositeur de Radiohead, ayant particulièrement apprécié cet album, propose à Sigur Rós de jouer en première partie de leur tournée européenne (fin 2000, après la sortie de Kid A). La collaboration avec Radiohead se poursuit toujours à l'heure actuelle.

### ( )(2001–2004)
Sigur Rós voit son audience et son public s'élargir avec la présence de trois morceaux Ágætis byrjun, Svefn-g-englar ainsi qu'une version enregistrée durant un concert au Danemark en 2000 de Njósnavélin) dans le film Vanilla Sky de Cameron Crowe, sorti en 2001. En 2002, le groupe sort l'album ( ). Enregistré dans son studio personnel installé dans une piscine désaffectée de Álafoss, dans la banlieue de Reykjavik, sa tonalité se fait plus brute et plus pesante. Ce troisième album a la particularité d'être intégralement chanté en vonlenska et de n'avoir aucun titre de morceau sur la pochette.
Lors d'une interview donnée en 2009, John Best, manager et photographe, révèle que le groupe a rencontré en 2003 des difficultés liées à la montée de sa notoriété et a connu un certain passage à vide. En octobre 2003, Sigur Rós et Radiohead participent ensemble au projet Split Sides ; pendant qu’ils jouent, les danseurs de Merce Cunningham improvisent leurs mouvements. Les trois morceaux joués par Sigur Rós sont intégrés à l'EP Ba Ba Ti Ki Di Do qui paraît en mars 2004. En octobre de la même année, Von est finalement distribué aux États-Unis et au Royaume-Uni.

### Nouveaux albums (2005–2009)

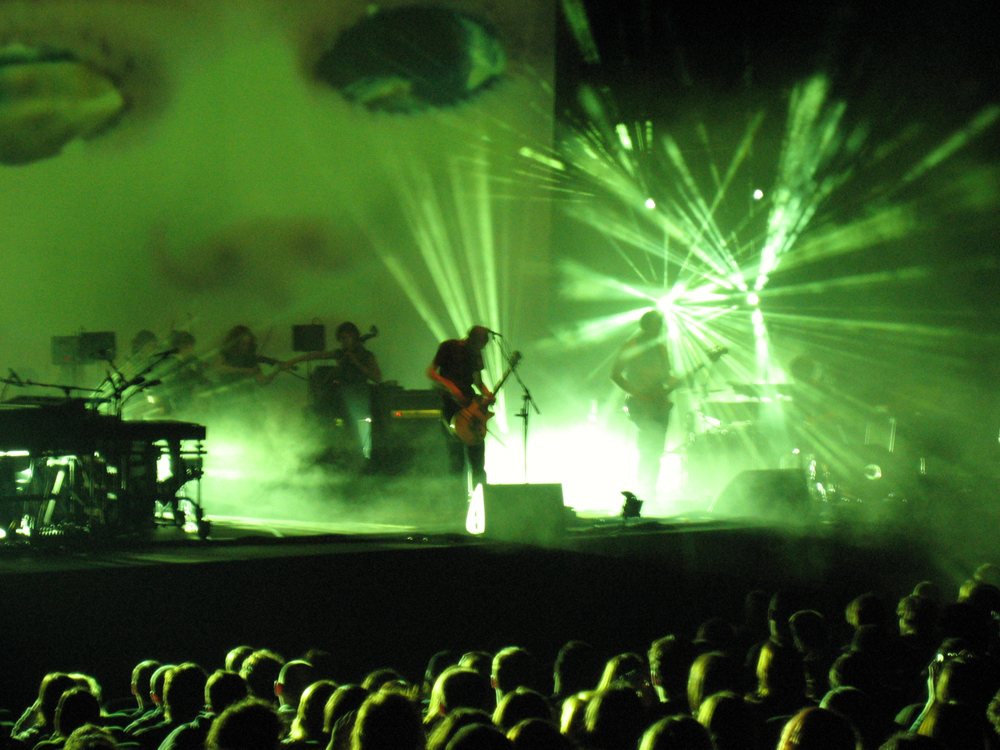
Sigur Rós en concert à Barcelone en 2005.

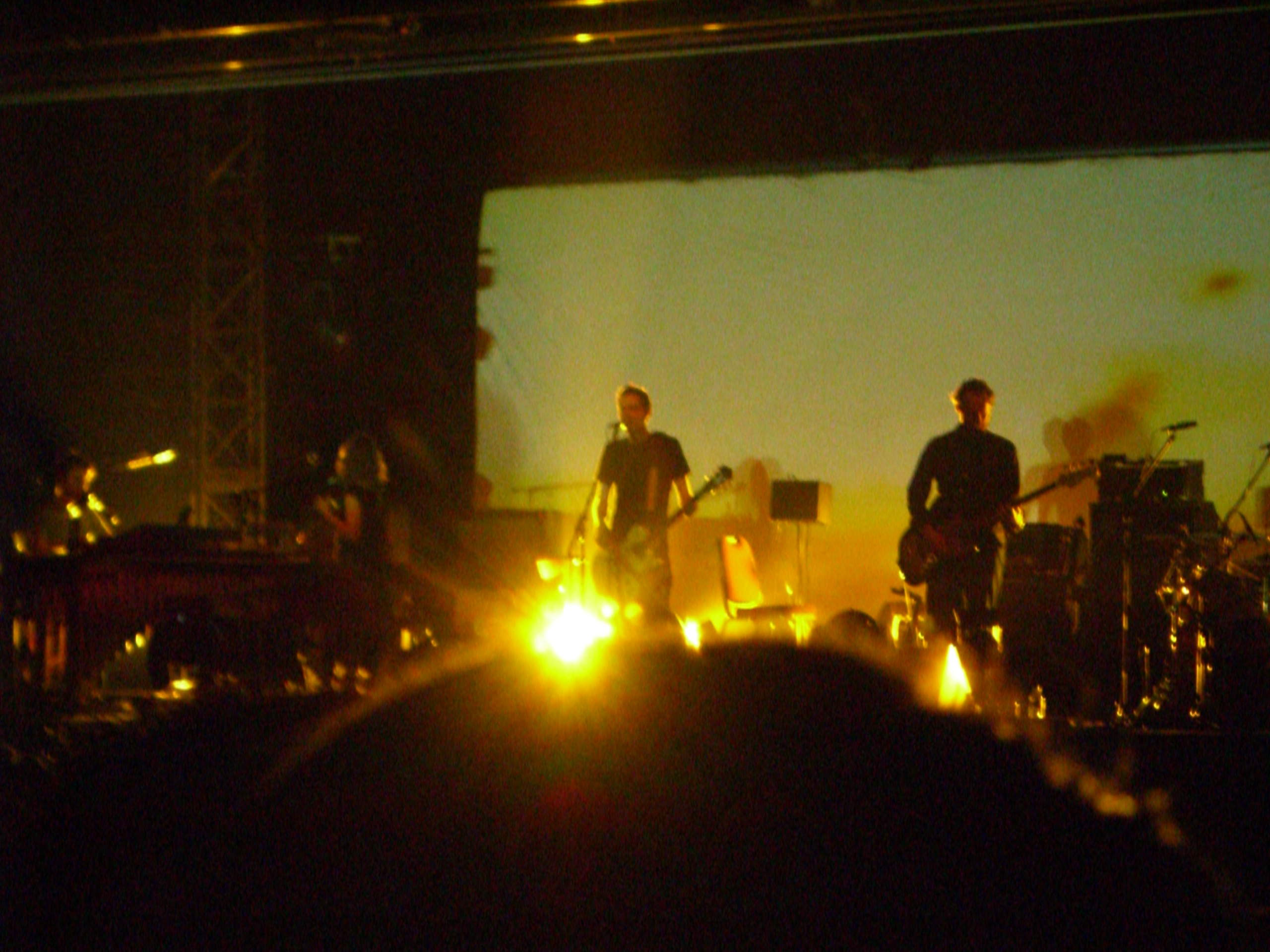
Sigur Rós en concert à Hong Kong, le 7 avril 2006.

Le quatrième album, Takk… (Merci…), sort en septembre 2005 chez EMI. Cet album conserve l'aspect envoûtant des précédents, en perpétuant naturellement les mélodies accrocheuses qui font la beauté de la musique du groupe depuis sa création. À la fin de la tournée qui suit la sortie de l'album, deux semaines de concerts sont organisées, de Reykjavik aux endroits les plus reculés d'Islande qui donnent naissance au documentaire Heima.
Le 23 juin 2008 sort le cinquième album studio du groupe, Með suð í eyrum við spilum endalaust (Nous jouons inlassablement avec un bourdonnement dans les oreilles) dont le clip du premier extrait, Gobbledigook, a été censuré sur quelques médias dont YouTube pour cause de nudité. L'album est proposé à l'écoute avant sa sortie, sur le site communautaire Last.fm.
Des rumeurs de séparation du groupe font suite à la sortie de l'album. La tournée mondiale qui a suivi a été pensée comme étant la dernière, sans autres musiciens qu'eux quatre sur scène. Par la suite, les membres du groupe ont fait savoir que s'il devait y avoir un nouvel album, cela prendrait du temps à cause des différents projets personnels ou artistiques de chacun. Malgré tout, l'écriture du prochain album du groupe démarre fin 2009.

### InnietValtari(2010–2011)
Jón Þór Birgisson sort, peu après, ses projets en marge du groupe. Le premier est un album avec son compagnon, Alex Somers, sous le nom Jónsi and Alex. Le second est seul, un album sorti sous son surnom de Jónsi et s’intitulant Go ; sorti en 2010 et ayant eu un succès médiatique. Le 17 août 2011, le site officiel du groupe annonce la sortie de Inni pour le mois de novembre suivant. Il est composé d'un film live très retravaillé (succédant à Heima) et d'un double album live qui retracent les concerts londoniens du groupe qui se sont déroulés à la fin de 2008.
Il aura fallu attendre quatre ans entre Með suð í eyrum við spilum endalaust et le nouvel album, Valtari, un « album ambiant, un lent décollage vers quelque chose », un disque « introverti », « flottant et minimal ». Ce délai n'est pas exceptionnellement long (entre deux et trois ans pour les précédents), surtout si l'on considère les autres occupations de chacun. Néanmoins, le processus de fabrication a été beaucoup moins naturel que sur les précédents albums, qui ont été essentiellement écrit en jam session. Le compositeur Daníel Bjarnason, qui vient du classique, a fait des essais avec le groupe sans résultat satisfaisant. Il avait déjà travaillé avec Sigur Rós en dirigeant l’orchestre qui accompagnait le groupe sur le titre Ára Bátur. Les membres abandonnèrent un moment avant de faire appel à Alex Somers pour qu'il les aide à faire quelque chose. Valtari sort tout de même dans une communication médiatique bien menée, jouissant de critiques très positives.
Des rumeurs affirment par la suite que Kjartan Sveinsson ne participerait pas à la future tournée, ce qui sera confirmé quelques jours plus tard dans une interview. Officiellement, Kjartan Sveinsson préférait rester dans la création plutôt que de jouer sur scène. Kjartan Sveinsson a aussi démenti vouloir quitter le groupe. Mais rapidement après le début des dates et les questions répétitives et insistantes des journalistes, Jónsi avoue que Kjartan est certainement en train, peu à peu, de quitter le groupe mais que Sigur Rós continuera quoi qu'il advienne. Dans le même temps, une rumeur insistante d'un album très différent enregistré quasiment en même temps que Valtari devant paraître en 2013 se laisse entendre. D'abord démentie par le management du groupe puis confirmée par Jónsi dans une interview, pour être démentie de nouveau un peu plus tard par le groupe. Orrí précisa quelques semaines après finalement qu'un tel projet existe, qu'ils ont les idées, mais qu'il n'est pas encore enregistré.
Sigur Rós entame une tournée mondiale pour l'album Valtari le 29 juillet 2012. Ólafur Björn Ólafsson (dit Óbó), qui accompagnait Jónsi lors de sa tournée solo, y remplace Kjartan Sveinsson pour les claviers, tandis que Kjartan Dagur Hólm, membre du groupe For a Minor Reflection et petit frère de Georg Hólm, pallie l'absence de Kjartan Sveinsson en jouant de la guitare. Désormais, ce n'est plus le groupe Amiina qui complète Sigur Rós sur scène mais The Okkr Ensemble, un groupe composé de trois violonistes et de trois cuivres. Ils font participer Eiríkur Orri Ólafsson, le frère de Óbó, qui était déjà présent en tournée avec Sigur Rós entre 2005 et 2008 dans le groupe The Horny Brasstards.

### Trio etKveikur(2013–2015)
Au festival Iceland Airwaves, le 4 novembre 2012, au Laugardalshöll de Reykjavik, Sigur Rós présente un nouveau titre, que Jónsi indique comme étant non enregistré mais qui apparaîtra sur le prochain album. Intitulé Brennisteinn, il semble promettre une évolution dans un style différent. Le groupe confirme alors que leur prochain opus sortira courant 2013 et que leur tournée, devant initialement prendre fin le 25 novembre 2012, se poursuivra dès février 2013 pour des concerts en Europe, aux États-Unis, et en Asie.
En janvier 2013, Sigur Rós annonce officiellement le départ définitif de Kjartan et précise que leur prochain album sortira avant la fin de l'année, ne laissant aucun doutes sur le fait que le groupe continue d'exister. Dès le mois de février, avec la reprise de leur tournée, le groupe joue trois nouveaux titres en plus de Brennisteinn : il s'agit de Yfirborð, Kveikur et Hrafntinna. Le 22 mars 2013, Sigur Rós annonce que le prochain album sortira le 17 juin et se nomme Kveikur. À sa sortie, l'album est bien accueilli, recevant une moyenne de 80 % sur Metacritic, certains critiques félicitant la nouvelle approche musicale et le manque de commercialisme,.
Dans le même temps, le clip de Brennisteinn, premier single de ce nouvel album, est dévoilé. Le second single Isjaki est dévoilé par le groupe le 24 avril 2013 et devient le quatrième titre de Kveikur joué en live. Le 19 mai 2013, ils sont invités pour une brève apparition dans le 21e épisode de la saison 24 de la série Les Simpson (The Saga of Carl) qui se déroule en Islande. À cette occasion, le groupe revisite le générique de la série en lui conférant un son atmosphérique reflétant la musique du groupe et l'ambiance islandaise de l'épisode. Par ailleurs, le titre Olsen Olsen est utilisé dans l'épisode. Le groupe joue au iTunes Festival, le 2 septembre 2013, où quelques portions sont enregistrées et publiées le 2 octobre 2013. En avril 2014, ils font également une apparition dans l'épisode 2 de la saison 4 de Game of Thrones, en chantant leur version du titre The Rains of Castamere, titre issue de la série.
En 2015, la BBC fait appel à Sigur Rós pour composer la bande originale de The Show of the Shows, un des épisodes de la série de documentaires Storyville diffusé sur BBC Four. Jónsi étant très occupé sur d'autres projets, ce sont uniquement, Georg et Orri, accompagné de Kjartan Hólm et Hilmar Örn Hilmarsson, qui se chargent de réaliser cette mise en musique dans le tout nouveau studio d'enregistrement de Sigur Rós situé à Reykjavik. Il en résulte un album instrumental du nom de Circe. En août 2015, des infos affirment que le groupe serait en studio à New York en compagnie du producteur américain John Congleton .

### Nouvel album (depuis 2015)
Au début de 2016, ils décident de revenir au processus de création précédemment utilisé d'avant 2002, tester les nouveaux morceaux sur scène avant de sortir un album, ils partent alors en tournée. En juin 2016, en partenariat avec le Tate modern de Londres et une équipe de vidéastes et designers, Georg et Orri participent à la réalisation d'une expérience vidéo interactive disponible sur internet States of matter (les états de la matière) composés de quatre vidéos nommées Plasma, Air, Solid et Liquid dont les bandes sonores ne forment qu'un morceau composé par les deux membres du groupe. C'est un projet autour du passé, du présent et du futur du Tate Modern : « nous voulions explorer des options plus expérimentales et texturales. Fractionner le morceau signifie que chaque partie devait avoir ses propres subtilités, sa propre identité tout en faisant partie d'un morceau cohérent. » À partir du 20 juin 2016 à 21 h 00 GMT, afin de fêter le solstice d'été, le groupe lance Route One, un événement slow TV d'un voyage de 1 332 kilomètres parcouru en 24 heures (quasiment 24 h 40 finalement soit une moyenne d'environ 54 km/h) sur la Route 1 qui fait une boucle et qui longe en grande partie les côtes d'Islande, afin de faire découvrir, ou redécouvrir après Heima, la beauté des paysages islandais et « à l'époque de la gratification instantanée et de tout qui bouge si vite, nous voulions faire l'exact opposé. La slow TV est l’opposé du monde dans lequel nous vivons, car ça se passe en direct et c’est très lent ».
Cet événement est diffusé en direct sur la chaine de télévision nationale islandaise RÚV 2 et au niveau mondial sur Youtube. Le son qui accompagne cette épopée est une évolution constante de leur nouveau titre óveður lu via la technologie Bronze, qui retravaille en direct les éléments du morceau original. Le clip de óveður est diffusé en exclusivité à la fin de ce voyage comme une récompense à ceux qui les ont suivis. Une rediffusion en haute définition de ce voyage est disponible sur Youtube ainsi qu'une version avec un champ de vision de 360 degrés en ultra haute définition compatible Google Cardboard. Une application audio pour terminaux Apple iOS qui contient le même dispositif que celui utilisé, à savoir la technologie Bronze avec le titre óveður, est également disponible.
En décembre 2017, Sigur Rós joue quatre concerts à Noël et au nouvel an à Elborg la salle principale de Harpa à Reykjavik.
En octobre 2018, Orri Páll Dýrason annonce son départ du groupe, à la suite d'accusations de viol.
Le 4 décembre 2020, le groupe publie un album orchestral, Odin's Raven Magic avec Hilmar Örn Himarsson et Steindór Andersen. Cet album s'inspire du poème islandais Hrafnagaldur Óðins.

## Membres

### Membres actuels
- Jón Þór Birgisson (Jónsi) : chant, guitare électrique (un des deux membres fondateurs du groupe encore présent. Il chante en falsetto (voix de tête) et il joue généralement de la guitare avec un archet de violoncelle, qui génère un son atmosphérique, technique ayant déjà été utilisée par quelques groupes de rock dans les années 1970 notamment par Jimmy Page, le guitariste du groupe Led Zeppelin, et Jonny Greenwood, guitariste de Radiohead dans les années 1990)
- Georg Hólm (Goggi) : guitare basse (un des deux membres fondateurs du groupe encore présent. Il joue parfois de la guitare basse avec une baguette de batterie.)
- Kjartan Sveinsson (Kjarri) : claviers (a intégré le groupe en 1998 et l'a quitté progressivement de mi-2012 jusqu'à l'officialisation le 24 janvier 2013 (Il a été remplacé sur la tournée Valtari par Kjartan Hólm du groupe For a Minor Reflection, le frère de Georg Hólm) puis le rejoint en 2022.)
- Ólafur Björn Ólafsson : claviers (uniquement lors des tournées depuis 2012)

### Anciens membres
- Ágúst Ævar Gunnarsson (Gustur) : batterie (un des membres fondateurs du groupe mais il l'a quitté en 1999)
- Orri Páll Dýrason : batterie (a intégré le groupe après le départ de Ágúst Ævar Gunnarsson en 1999. Il joue parfois des cymbales avec un archet. Il démissionne le 1er octobre 2018 à la suite d'accusation de viols)

### Collaborateurs récurrents
- Amiina, un quatuor à cordes, les accompagne depuis 2002 sur certaines compositions ainsi que sur la majorité des dates de concerts :
  - María Huld Markan Sigfúsdóttir au violon
  - Hildur Ársælsdóttir au violon
  - Edda Rún Ólafsdóttir à l'alto
  - Sólrún Sumarliðadóttir au violoncelle
- The Horny Brasstards, un quintette de cuivres, les accompagnait sur scène et en studio entre 2005 et 2008 :
  - Samuel Jon Samuelsson au trombone
  - Snorri Sigurðarson à la trompette
  - Ingi Garðar Erlendsson au tuba
  - Eiríkur Orri Ólafsson à la trompette
  - Helgi Hrafn Jónsson au trombone
- The Okkr Ensemble, un groupe de musiciens Islandais fondé en avril 2012 pour accompagner Sigur Rós sur scène ainsi qu'en studio pour l'enregistrement de l'album Kveikur :
  - Eiríkur Orri Ólafsson à la trompette
  - Bergrún Snæbjörnsdóttir au cor d'harmonie
  - Sigrún Jónsdóttir au trombone, à la flûte et à la clarinette
  - Guðbjörg Hlín Guðmundsdóttir au violon
  - Laufey Jensdóttir au violon
  - Ingrid Karlsdóttir à l'alto

## Discographie
- 1997 : Von
- 1999 : Ágætis byrjun
- 2002 : ( )
- 2005 : Takk…
- 2008 : Með suð í eyrum við spilum endalaust
- 2012 : Valtari
- 2013 : Kveikur
- 2023 : Átta

## Bandes sons

### Films
- Les chansons Svefn-g-englar, Ágætis byrjun et Untitled#4 (Njósnavélin) ont été utilisées dans le film Vanilla Sky de Cameron Crowe en 2001.
- La chanson Untilted#3 (Samskeyti) a été utilisée pour la scène finale du film Mysterious Skin de Gregg Araki en 2004.
- La chanson Staralfur a été utilisée dans le film la Vie aquatique de Wes Anderson en 2004.
- La chanson Hjartað hamast (bamm bamm bamm) a été utilisée dans le film Immortel, ad vitam d'Enki Bilal en 2004.
- La chanson Untitled#1 (Vaka) a été utilisée dans la première et l'avant dernière scène du film After the Wedding de Susanne Bier en 2006.
- La chanson Sé lest a été utilisée pour le générique de fin du film Par effraction d'Anthony Minghella en 2006.
- La chanson Svefn-g-englar a été utilisée dans le film Ben X de Nic Balthazar en 2007.
- La chanson Flugufrelsarinn a été utilisée dans le film documentaire la 11e heure, le dernier virage produit par Leonardo DiCaprio en 2007.
- La chanson Hoppípolla a été utilisée pour le générique de fin du film Penelope de Mark Palansky en 2008.
- La chanson Gobbledigook a été utilisée dans le film Un prophète de Jacques Audiard en 2008.
- La chanson Olsen Olsen a été utilisée dans le film C'est pas moi, je le jure ! de Philippe Falardeau en 2008.
- Les chansons Illgresi, Festival, Fljótavík, Straumnes, Ara bátur, Inní mér syngur vitleysingur, Samskeyti et indian summer ont été utilisées dans le film The Boys Are Back de  Scott Hicks en 2009.
- La chanson All Alright a été utilisée dans le film Ondine de Neil Jordan en 2009.
- La chanson Festival a été utilisée dans le film 127 heures de Danny Boyle en 2010.
- La chanson Untitled#1 (Vaka) a été utilisée à plusieurs reprises dans le film Norvégien les Révoltés de l'île du diable  en 2010.
- La chanson Andvari a été utilisée dans le film Remember Me d'Allen Coulter en 2010.
- Les chansons Svefn-g-englar, Fljótavík et Andvari ont été utilisées dans le film Café de Flore de Jean-Marc Vallée en 2011.
- La chanson Hoppípolla a été utilisée dans le film Nouveau Départ de Cameron Crowe en 2011.
- La chanson Untitled#6 (E-bow) a été utilisé dans le film The Art of Flight de Red Bull Media House en 2011.
- La chanson Staralfur a été utilisée dans le film Survivre de Baltasar Kormákur en 2012.
- La chanson Svefn-g-englar a été utilisée dans le film Upside Down de Juan Solanas en 2013.
- La chanson Varðeldur a été utilisée dans le film Captain Fantastic de Matt Ross en 2016.
- La chanson Sæglópur a été utilisée dans le film Aquaman de James Wan en 2018.
- La chanson Svefn-g-englar a été utilisée dans le film My Beautiful Boy de Felix Van Groeningen en 2018
- La chanson Svefn-g-englar a été utilisée dans le film Beetlejuice Beetlejuice de Tim Burton en 2024.

### Autres
Série TV, publicités, jeux vidéo, bande annonce etc. :
- La chanson Hoppípolla est utilisée dans le générique de la série britannique Planet Earth 2, diffusée sur BBC One fin 2016[28].
- Les chansons Svefn-g-englar et Untitled#4 ont été utilisées dans la bande son de la série américaine Queer as Folk (respectivement dans l'épisode 2 de la saison 2 et le premier épisode de la saison 3).
- La chanson Svefn-g-englar est diffusée lors du 4e épisode de la première saison de V, lorsqu'Anna offre un cadeau de béatitude à ses sujets.
- Les chansons Untitled#1et Untitled#3 ont été utilisées, l'une, dans l'épisode 3 sur Sid et, l'autre, dans l'épisode 4 sur Michelle, de la saison 2 de Skins.
- La chanson Untitled#4 a été utilisé dans l'épisode 10 de la saison 3 de Orphan Black.
- La chanson Dauðalagið a été utilisée dans la bande-annonce du jeu vidéo Dead Space.
- La chanson Sæglópur a été utilisée dans la bande-annonce du jeu vidéo Prince of Persia.
- La chanson Hoppípolla a été utilisée pour la bande originale d'une animation de Carlos Lascano Love story in stop motion, sortie en 2008.
- La chanson Hoppípolla a été utilisée pour la vidéo de félicitations à Roger Federer de l'ATP en 2009.
- La chanson Sæglópur a été utilisée dans une publicité d'Abkontakt contre l'anorexie.
- La chanson Sigur Rós a été utilisée comme ouverture des concerts du Reise, Reise Tour de Rammstein, entre 2004 et 2005. La bande audio de la chanson passait, jusqu'au moment où la chanson Reise, Reise débutait.
- La chanson Dauðalogn a été utilisée dans l'épisode 22 de la saison 3 de la série Vampire Diaries.
- La chanson Fljótavik a été utilisée dans l'épisode 13 de la saison 2 de la série Private Practice.
- La chanson Sæglópur a été utilisée dans la bande annonce du film l'Odyssée de Pi.
- La chanson Olsen Olsen a été utilisée dans l’épisode The Saga of Carl Carlson (E21S24) de la série animée Les Simpson.
- La chanson Brennisteinn a été utilisée dans la bande-annonce du jeu vidéo Assassin's Creed IV: Black Flag.
- La chanson Brennisteinn a été utilisée dans la bande-annonce de la saison 5 de The Walking Dead au Comic-Con 2014 de San Diego.
- La chanson Brennisteinn a été utilisée pour la publicité du parfum Alien de Thierry Mugler.
- La chanson Rains of Castamere a été utilisée pour l'épisode 2 de la saison 4 de Game of Thrones de HBO.
- La chanson Gobbledigook est jouable à la guitare dans le jeu vidéo Rocksmith, édité par Ubisoft.
- La chanson Hoppípolla a été utilisée dans la bande annonce du film Nouveau Départ en 2011 en plus de compositions réalisées par Jónsi.
- La chanson Hoppípolla a été utilisée dans la bande annonce du film Félins du studio Disneynature en 2012.
- L'album Takk..., et en particulier la chanson Hoppípolla est partagée par un des personnages du jeu Emily is Away Too (en) [29].
- La chanson Dauðalogn a été utilisée dans l'épisode 1 de la saison 1 de la série Sense8.
- La chanson Sæglópur a été utilisée dans l'épisode 12 de la saison 1 de la série Sense8.
- La chanson Sæglópur a été utilisée dans la pub pour la Nissan X-Trail, mettant en avant les paysages d'Islande.
- La chanson Svefn-g-englar a été diffusée en préambule de chaque concert de la tournée "Nevermore" de Mylène Farmer en 2023 et 2024.
- La chanson Ára Bátur a été utilisée à la fin de l’épisode 1 de la saison 6 de la série La Servante Ecarlate.